# Oocassida
Oocassida là một chi bọ cánh cứng trong họ Chrysomelidae.
Chi này được miêu tả khoa học năm 1897 bởi Weise.

## Các loài
Chi này gồm các loài:
- Oocassida pudibunda (Boheman, 1856)